# British Airways World Cargo

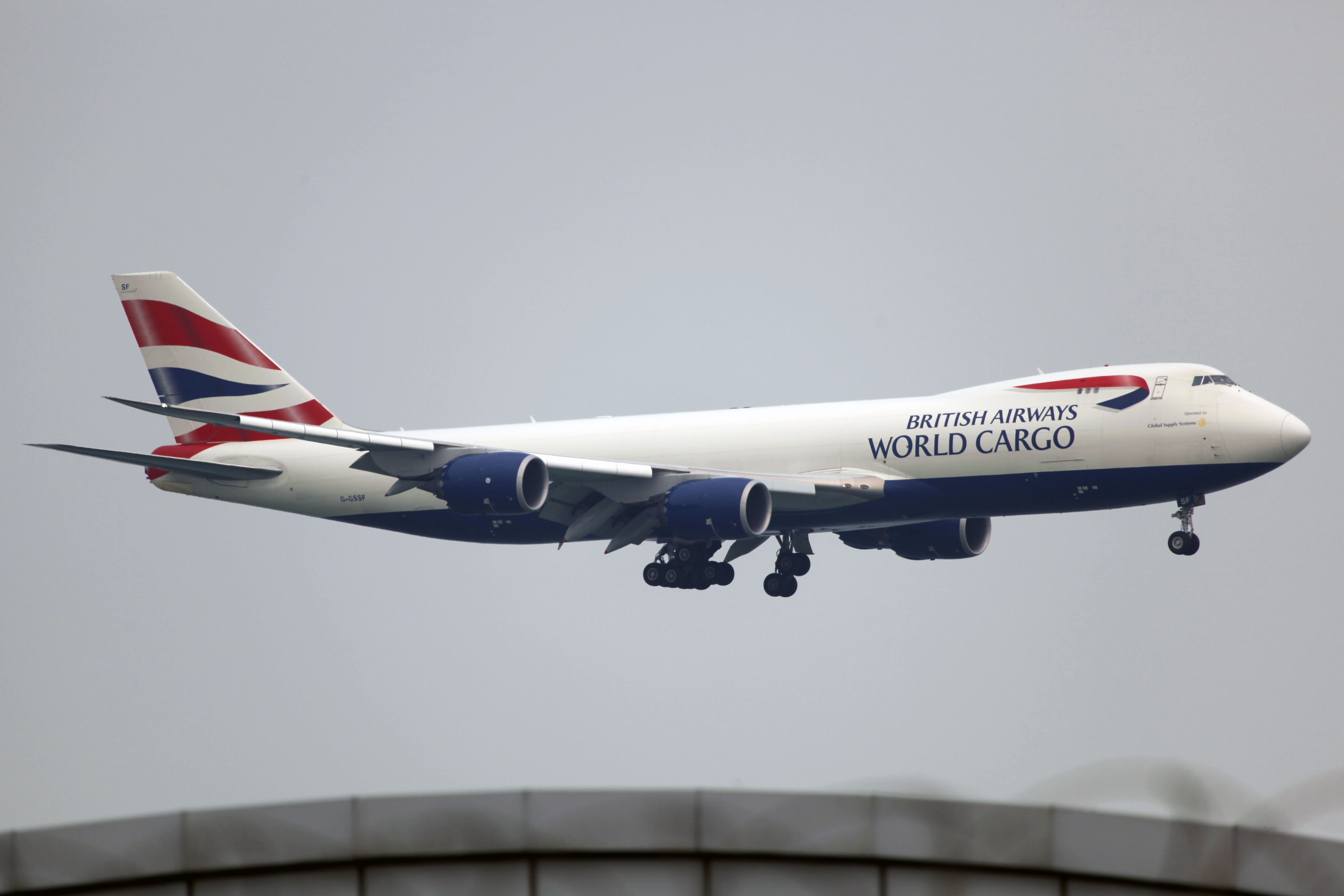
Un avión de British Airways World Cargo.

British Airways World Cargo, anteriormente British Airways Cargo, era una división de IAG Cargo que operaba servicios de carga aérea bajo la marca British Airways . Fue la duodécima aerolínea de carga más grande del mundo por el total de toneladas de carga-kilómetro voladas. Los servicios de carga se proporcionaron utilizando la flota principal de British Airways, así como aviones de carga dedicados que operaban bajo un contrato de arrendamiento con tripulación con Global Supply Systems.

## Historia
British Airways abrió por primera vez un centro World Cargo en Londres-Heathrow a fines de la década de 1990; era un centro de manejo de carga automatizado capaz de manejar carga inusual y premium, y productos frescos, de los cuales manejaba más de 80,000 toneladas por año. BA World Cargo también gestionó el transporte de mercancías en los aeropuertos de Londres-Gatwick y Londres-Stansted y, a través de su socio British Airways Regional Cargo, en todos los principales aeropuertos regionales del Reino Unido. 
La empresa finalizó sus operaciones el 30 de abril de 2014, después de haberse fusionado completamente con IAG Cargo, pero sin continuar con los vuelos de carga dedicados. BA World Cargo también operaba un centro de carga automatizado en el aeropuerto de Londres Heathrow y tenía una base para servicios de carga de larga distancia en el aeropuerto de Londres-Stansted. 

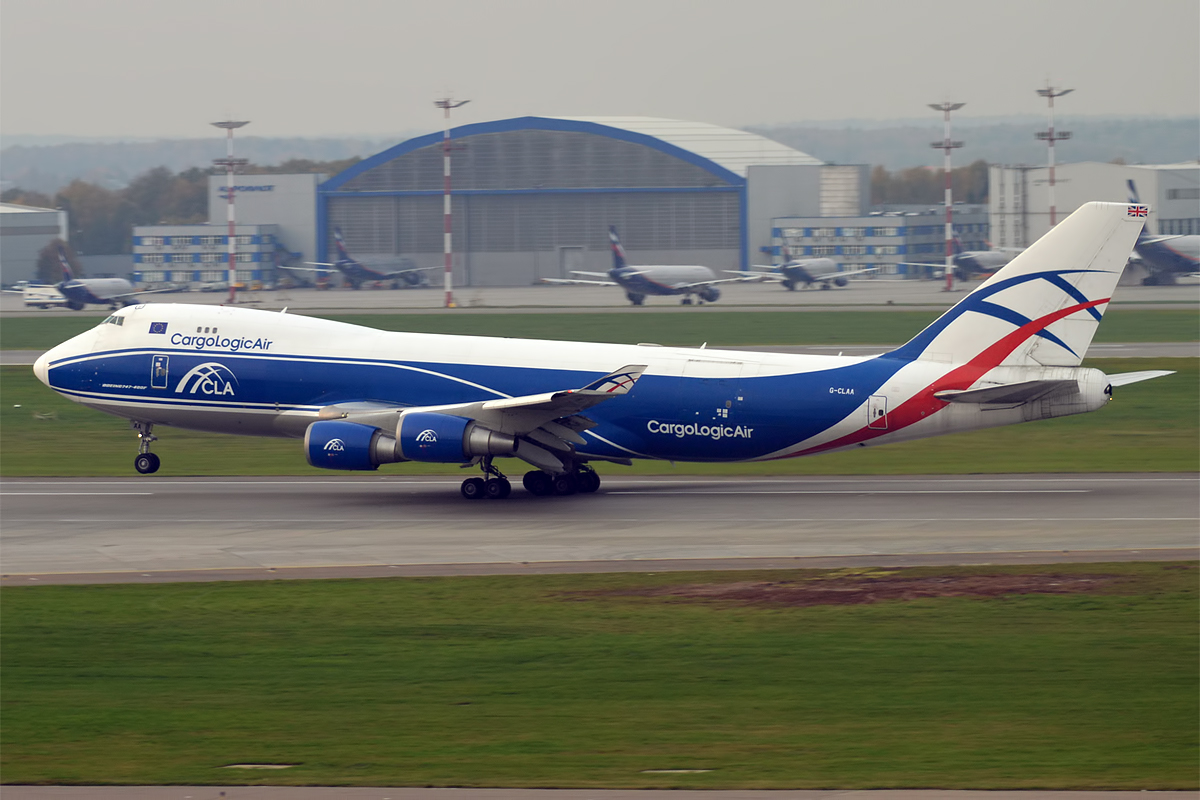
Avión de CargoLogicAir

Tras el cierre de British Airways World Cargo, una nueva aerolínea exclusivamente de carga, CargoLogicAir, comenzó a operar en 2015, recibiendo parte del personal de Global Supply Systems.                        

## Destinos
BA World Cargo operaba servicios dedicados de aviones de carga a África, Oriente Medio, el subcontinente indio, Asia oriental, América del Norte y Europa desde su base en Londres-Stansted.

## Flota histórica
La flota de BA World Cargo estuvo compuesta por:
| Aeronaves                | Total | Introducido | Retirado | Matrículas                                                              | Notas                              |
| ------------------------ | ----- | ----------- | -------- | ----------------------------------------------------------------------- | ---------------------------------- |
| Boeing 707-320C          | 4     | 1976        | 1983     | G-ASZF, G-ATWV, G-AVPB y G-ASZG                                         |                                    |
| Boeing 747-200F          | 1     | 1980        | 1982     | G-KILO                                                                  |                                    |
| Boeing 747-400F          | 3     | 2011        | 2014     | G-GSSD, G-GSSE y G-GSSF                                                 | Operados por Global Supply Systems |
| Boeing 747-8F            | 3     | 2002        | 2012     | G-GSSA, G-GSSB y G-GSSC                                                 | Operados por Global Supply Systems |
| Vickers 953c Merchantman | 9     | 1971        | 1980     | G-APET, G-APES, G-APEP, G-APEG, G-APEJ, G-APEK, G-APEM, G-APEL y G-APET |                                    |